# 이효정 (1961년)
이효정(李曉庭 , 본명: 이기섭, 1961년 2월 21일 ~ )은 대한민국의 배우이다. 
1978년 미국 로스엔젤레스로 이민을 했다. 이후 1979년 대한민국 서울특별시로 돌아온 뒤 연극배우로 첫 데뷔를 했고 1980년에는 뮤지컬배우로 데뷔했다. 1981년 이원세 영화감독이 감독한 영화 《난장이가 쏘아올린 작은 공》을 비롯 《철인들》, 《짧은 포옹 긴 이별》등에 출연했고, 1982년 동국대학교 연극영화과 재학 중에 1983년 KBS 공채 탤런트 10기로 입문하였다.
1984년부터 '이효정'으로 예명을 사용하고 있다.

## 학력
- 대일고등학교 (졸업 - 1980년)
- 동국대학교 예술대학 연극영화학과 (학사 - 1987년)
- 동국대학교 대학원 연극영화학과 (예술학 석사 - 1991년)

## 드라마

### KBS
- 1986년 KBS1 대하드라마 《노다지》 ... 이효정 역
- 1986년 KBS1 단막극 《TV문학관 - 젊은 느티나무》
- 1989년 KBS2 수목드라마《왕룽일가》
- 1991년 KBS1 설날특집극 《춘보뎐》
- 1993년 KBS2 주말연속극 《연인》 ... 한상훈 역
- 1998년 KBS2 주말연속극 《야망의 전설》 ... 염재만 역
- 1997년 KBS2 미니시리즈 《질주》
- 2002년 KBS1 대하드라마 《제국의 아침》 ... 쌍기 역
- 2003년 KBS2 아침드라마 《나는 이혼하지 않는다》 ... 한기범 역
- 2003년 KBS 대하드라마 《무인시대》 ... 완안알홀 역
- 2004년 KBS2 미니시리즈 《북경 내 사랑》 ... 박 비서 역
- 2004년 KBS2 아침드라마 《용서》 ... 박경태 역
- 2004년 KBS1 대하드라마 《불멸의 이순신》 ... 도요토미 히데요시 역
- 2004년 KBS2 단막극 《드라마시티 - 쥐 잡는 날》 ... 덕호 역
- 2005년 KBS2 단막극 《드라마시티 - 황금숲, 토끼》 ... 시장 역
- 2006년 KBS1 아침드라마 《강이 되어 만나리》 ... 송준호 역
- 2010년 KBS1 대하드라마 《근초고왕》 ... 추응백 역
- 2011년 KBS2 미니시리즈 《공주의 남자》 ... 신숙주 역
- 2011년 KBS2 아침드라마 《복희 누나》 ... 송병만 역
- 2012년 KBS1 일일연속극 《별도 달도 따줄게》 ... 한정훈 역
- 2013년 KBS2 일일시트콤 《일말의 순정》 ... 유진산 역
- 2019년 KBS2 미니시리즈 《동네변호사 조들호 2: 죄와 벌》 ... 김준철 역

### MBC
- 1988년 MBC 단막극 《MBC 베스트셀러극장 - 서울특파원》
- 1988년 MBC 단막극 《MBC 베스트셀러극장 - 샴푸의 요정》 ... 스토커 역
- 1989년 MBC 로드드라마 《서울 시나위》
- 1991년 MBC 대하드라마 《일출봉》 ... 석우 역
- 1991년 MBC 단막극 《MBC 베스트극장 - 하귀리에서의 며칠》 ... 상엽 역
- 1992년 MBC 특별기획드라마 《여명의 눈동자》 ... 김익렬 역
- 1992년 MBC 미니시리즈 《질투》 ... 민 변호사 역
- 1992년 MBC 일요아침드라마 《한지붕 세가족》
- 1992년 MBC 단막극 《MBC 베스트극장 - 사랑, 결혼 그리고 어느날 갑자기》 ... 형석 역
- 1993년 MBC 농촌드라마 《전원일기》 ... 단역
- 1993년 MBC 미니시리즈 《사랑의 방식》 ... 김 대리 역
- 1995년 MBC 단막극 《MBC 베스트극장 - 사랑이 흔들릴때》 ... 원호 역
- 1995년 MBC 단막극 《MBC 베스트극장 - 인연》 ... 영화감독 기준 역
- 1995년 MBC 주말연속극 《아파트》 ... 신문기자 장준하 역
- 1996년 MBC 가정의달특집극 《생명 - 살아있는 날의 소중함에 대하여》 ... 유혜민의 남편 역
- 1996년 MBC 주말연속극 《가슴을 열어라》 ... 김태민 역
- 1997년 MBC 단막극 《MBC 베스트극장 - 꿈》
- 1998년 MBC 미니시리즈 《육남매》 ... 최은경 역
- 1998년 MBC 미니시리즈 《해바라기》 ... 의료소송 사건담당 검사 역
- 1999년 MBC 단막극 《MBC 베스트극장 - 천년둥이》 ... 서영의 남편 역
- 2000년 MBC 일일연속극 《당신 때문에》 ... 안수명 역
- 2004년 MBC 주말연속극 《사랑을 할거야》 ... 진영환 역
- 2004년 MBC 대하드라마 《영웅시대》 ... 국철민 역
- 2004년 MBC 단막극 《MBC 베스트극장 - 사랑하는 아들아》 ... 아빠 역
- 2008년 MBC 특별기획드라마 《에덴의 동쪽》 ... 천영석 역
- 2010년 MBC 대하드라마 《김수로》 ... 이비가 역

### SBS
- 1992년 SBS 미니시리즈 《비련초》 ... 농대 교수 영섭 역
- 1993년 SBS 청소년드라마 《열정시대》
- 1993년 SBS 청소년드라마 《공룡선생》 ... 담임교사 영웅 역
- 1993년 SBS 월화연속극 《결혼》 ... 유기훈 역
- 1994년 SBS 미니시리즈 《사랑은 없다》 ... 이상철 역
- 1995년 SBS 수목연속극 《다시 만날 때까지》 ... 임승국 역
- 1995년 SBS 아침드라마 《엘레지》 ... 유진 역
- 1996년 SBS 대하드라마 《임꺽정》 ... 명종 역
- 1997년 SBS 월요주간극 《재동이》 ... 안동호 역
- 1998년 SBS 일일연속극 《7인의 신부》 ... 하필 역
- 2001년 ~ 2002년 SBS 대하드라마 《여인천하》 ... 윤임 역
- 2001년 SBS 단막극 《오픈드라마 남과 여 6부 - 아내와 간통한 남자》 ... 정신과 의사 현섭 역
- 2001년 SBS 단막극 《오픈드라마 남과 여 18부 - 홀로서기》 ... 명호 역
- 2002년 SBS 일일연속극 《오남매》 ... 한준구 역
- 2002년 SBS 대하드라마 《야인시대》 ... 유진산 역
- 2002년 SBS 일일연속극 《해 뜨는 집》 ... 도덕만 역
- 2002년 SBS 단막극 《오픈드라마 남과 여 70부 - 악처클럽》 ... 현석 역
- 2002년 SBS 단막극 《오픈드라마 남과 여 85부 - 튀김장수 임동팔 카바레 진출기》 ... 황두삼 역
- 2003년 SBS 주말극장《백수탈출》 ... 왕만수 역
- 2003년 SBS 단막극 《오픈드라마 남과 여 112부》 ... 승남 역
- 2003년 SBS 단막극 《오픈드라마 남과 여 122부》 ... 주혁 역
- 2005년 SBS 아침드라마 《여왕의 조건》 ... 김광수 역
- 2005년 SBS 드라마스페셜 《루루공주》 ... 박종철 역
- 2005년 SBS 드라마스페셜 《건빵선생과 별사탕》... 박중섭 역
- 2006년 SBS 대하드라마 《연개소문》 ... 영양왕 역
- 2007년 SBS 금요드라마 《8월에 내리는 눈》 ... 강학수 역
- 2009년 SBS 드라마스페셜 《태양을 삼켜라》 ... 윤제명 역(특별출연)
- 2010년 SBS 대하드라마 《제중원》 ... 백규현 역
- 2010년 SBS 대하드라마 《자이언트》 ... 한명석 역
- 2011년 SBS 주말특별기획 《신기생뎐》 ... 마이준 역
- 2011년 SBS 드라마 스페셜 《시티헌터》 ... 이경완 역 (특별출연)
- 2013년 SBS 미니시리즈 《장옥정, 사랑에 살다》 ... 민유중 역
- 2013년 SBS 주말 특별기획 《출생의 비밀》 ... 최석 역
- 2015년 SBS 주말 특별기획 《내마음 반짝반짝》 ... 강진오 역

### 타방송사
- 1996년 HBS 주간시트콤 《둘 곱하기 하나》 ... 이왕풍 역
- 2018년 OCN 주말드라마 《작은 신의 아이들》 … 백도규 역
- 2024년~2025년 ENA 월화드라마 《나미브》 … 강수현의 아버지 역

## 영화
- 1981년 《난장이가 쏘아올린 작은 공》 ... 영호 역
- 1983년 《사랑만들기》
- 1983년 《철인들》
- 1984년 《짧은 포옹 긴 이별》
- 1984년 《연인들》
- 1986년 《안드로메다》
- 1989년 《발바리의 추억》... 달호 역
- 1989년 《앗싸! 호랑나비》
- 1990년 《추락하는 것은 날개가 있다》 ... 태원 역
- 1991년 《비너스의 여름 시》
- 2003년 《강아지 죽는다》 ... 최무철 역
- 2003년 《실미도》 ... 오 국장 역
- 2013년 《청야》 ... 홍 국장 역
- 2015년 《연애의 맛》 ... 길 부 역

### 예능
- 1990년 1월 15일 KBS 《퀴즈탐험 신비의 세계》

### 뮤지컬
- 1997년 《백일천사》

## 연극
- 1989년 《발바리의 추억》 ... 발바리 역
- 2009년 《햄릿》

## 광고
- 1990 스포츠조선 - 투명 신문 (3월 21일 창간)
- 1996 삼일제약 부루펜 - 부루펜 없어 (가족 출연)
- 2023 당근마켓 우리동네 모~든 알바, 당근알바

## 수상 및 후보
| 연도 | 시상식       | 부문                           | 작품                | 결과 |
| ---- | ------------ | ------------------------------ | ------------------- | ---- |
| 2008 | KBS 연기대상 | 우정상                         | 빈칸                | 수상 |
| 2011 | KBS 연기대상 | 일일극 부문 남자 우수연기상    | TV소설 - 복희 누나  | 후보 |
| 2013 | SBS 연기대상 | 중편드라마부문 남자 특별연기상 | 장옥정, 사랑에 살다 | 수상 |